# Cel·la de rosada
Una cel·la de rosada és un higròmetre que es fan servir per determinar el punt de rosada que consisteixen en un parell de cables elèctrics pelats i espaiats posats en espiral al voltant d'un aïllant i amb una metxa humitejada amb una solució aquosa que conté un excés de clorur de liti, un potencial elèctric aplicat als cables provoca una flux de corrent a través de la solució de clorur de liti, que eleva la temperatura de la solució fins que la seva pressió de vapor està en equilibri amb la de l'aire ambient.
A mesura que el LiCl absorbeix humitat des de l'aire, la conducció a través dels elements que s'escalfen augmenta, el corrent en ells s'incrementa i la calor fa augmentar la humitat que s'evapora des de la solució salina. A una certa temperatura la quantitat d'humitat absorbida per la solució de sal equival a la quantitat evaporada (equilibri).
A l'interior del nucli de la cel·la de rosada un termistor (o un altre dispositiu de mesurament de temperatura) canvia la resistència elèctrica amb la temperatura creada per l'escalfament. Un processador frontal proporciona una referència, voltatge, mesura la sortida de la xarxa, i calcula el punt de rosada.